# Exocentrus pseudopunctipennis
Exocentrus pseudopunctipennis är en skalbaggsart som beskrevs av Holzschuh 1979. Exocentrus pseudopunctipennis ingår i släktet Exocentrus och familjen långhorningar.
Artens utbredningsområde är Iran. Inga underarter finns listade i Catalogue of Life.